# 71 Orionis
71 Orionis är en gulvit  underjätte i stjärnbilden Orion.
71 Orionis har visuell magnitud +5,20 och är synlig för blotta ögat vid någorlunda god seeing. Den befinner sig på ett avstånd av ungefär 70 ljusår.